# روبرت كير
روبرت كير (بالإنجليزية: Robert Kerr) (و. 1755 – 1813 م) هو لغوي، ومؤرخ، ومترجم، وعالم حيواني، وكاتب من المملكة المتحدة .
توفي في إدنبرة، عن عمر يناهز 58 عاماً.

## التعليم
تعلم في جامعة إدنبرة